# Poul Bergenhammer Sørensen
Poul Bergenhammer Sørensen (født 3. august 1906 i Maribo, død 1. juli 1951 i Randers) var en dansk cykelrytter.
Poul Bergenhammer Sørensen deltog ved sommerolympiaden OL 1928 i Amsterdam som del af den 91 mand store danske delegation. Han konkurrerede i disciplinen Landevejscykling individuelt og for hold. Individuelt opnåede han en 28. plads, mens han for hold vandt guld sammen med Henry Hansen, Leo Nielsen og Orla Jørgensen.